# Spiroballe

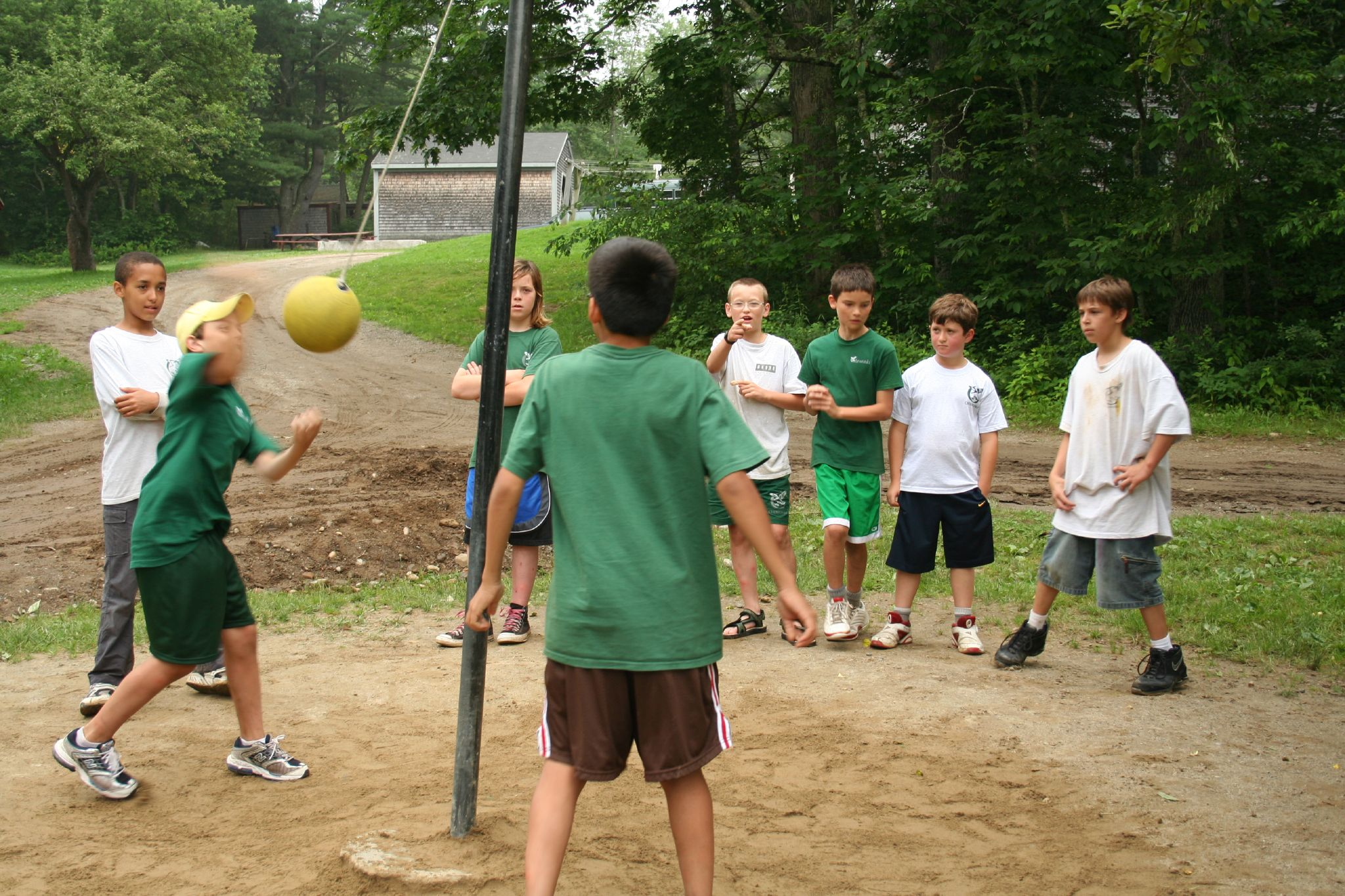
Une partie de spiroballe

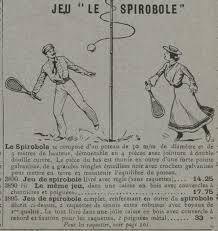
Le spirobole tel qu'il se présentait dans un catalogue français paru en 1923.

La spiroballe ou le spirobole (en anglais : tetherball ou swingball selon le sens) est un jeu sportif qui se joue à deux, soit à main nue, soit avec une raquette.
Le mot spirobole désignait aussi jadis un outil festif destiné à lancer les serpentins. C'est également aujourd'hui le nom d'un myriapode.

## Description
L'équipement est composé d'un poteau métallique fixe, auquel une balle ou un ballon est suspendue par une corde. Les deux joueurs se tiennent chacun d'un côté du poteau à 1,59 mètre. Chaque joueur essaye d'enrouler la corde en frappant la balle, l'un dans le sens des aiguilles d'une montre, et l'autre dans le sens contraire. Le jeu finit quand un joueur parvient à enrouler totalement la corde autour du poteau de sorte que la balle soit bloquée.

## Terminologie
En anglais, la différence principale entre le tetherball et le swingball est que le premier se joue à main nue tandis qu'on utilise une raquette pour le second. En français, les mots « spiroballe » et « spirobole » ne font pas la distinction,.